# Hôpital militaire Reine Astrid
L’hôpital militaire Reine Astrid (en néerlandais Militair Hospitaal Koningin Astrid) est un hôpital militaire belge de la composante médicale de l'armée belge, situé sur la base militaire Reine Astrid, à Neder-Over-Heembeek, dans la Région de Bruxelles-Capitale.
C'est le centre hospitalier principal de l'Armée belge, son directeur est le Colonel Administrateur Militaire Carlos de VAULX de CHAMPION.
Il est spécialisé dans le traitement des brûlures des 3e et 4e degré et en médecine de catastrophe. Il n'est normalement accessible qu'au personnel militaire, mais il n'est pas rare qu'il accueille des traumatisés civils victimes d'une catastrophe ou de brulures graves.

## Historique
L’hôpital est inauguré en 1974 en remplacement du vétuste hôpital militaire d'Ixelles.
Le Centre des grands brûlés est, quant à lui, créé en 1981. En 2010, après deux ans de travaux, ce centre est agrandi. Sa capacité est portée à 26 chambres individuelles et le sas d'admission peut accueillir jusqu'à 7 brûlés en même temps.
En 1987, avec cinq autres hôpitaux, la base militaire Reine Astrid est incorporée dans la structure nouvellement créée : Belgian Association for Burn Injuries.
En novembre 1996, le Centre antipoisons belge déménage d'Ixelles pour s'installer dans les locaux de l’hôpital.
En 2006, un partenariat est conclu avec le CHU Brugmann permettant ainsi de mieux s'intégrer dans les structures publiques des soins de santé belges et de pallier la pénurie de personnel militaire consécutive à la suppression de la conscription. Le quatrième étage de l'hôpital militaire constitue donc le site Reine Astrid du CHU Brugmann et comporte quatre unités de soins spécialisées dans le domaine de la réadaptation. Historiquement, ces quatre unités sont composées d'une part d'unités de l'ancien site René Magritte, qui était situé à Jette et qui est aujourd'hui fermé, et d'autre part du centre de réadaptation Heysel-Brugmann.

## Musée belge de radiologie
Depuis 1990, un musée, avec pour thème la radiologie, est ouvert dans les couloirs du service de radiologie. Accessible gratuitement à tous, son créateur et conservateur est le docteur René Van Tiggelen.

## Accueil de civils
Lors de l'Épidémie de maladie à coronavirus de 2019-2020, deux personnes de retour de Chine le 9 février 2020 sont placées en quarantaine pour deux semaines à l'hôpital militaire.

## Accès
En transport en commun, le site de l’hôpital est accessible via 
- Trois lignes d'autobus de la STIB : 47, 53, 56, arrêt « Hôpital militaire » ;
- Ligne 10 du tramway de Bruxelles : Hôpital militaire (Neder-Over-Heembeek) – Churchill (Uccle)[9] ;
- Une ligne d'autobus de la société De Lijn : R20 : Jette – Vilvorde – Zaventem, Brussels Airport